# Copa del Príncipe de voleibol 2016
La Copa del Príncipe es una competición que se disputa en el voleibol a lo largo de dos días en una misma sede. La competición se lleva disputando durante varios años, siendo esta la IX edición. En esta ocasión, el Pabellón Municipal (San Sadurniño, España) acogerá un torneo cuya organización corrió a cargo del Aldebarán San Sadurniño.

## Sistema de competición
La primera fase se lleva a cabo durante la primera ronda de la liga regular o Superliga 2. Los 3 equipos con mayor número de puntos se clasifican por la vía deportiva y el organizador. En caso de que este esté en esas tres plaza, también iría el cuarto clasificado.
Una vez dentro, los equipos juegan un torneo con formato de "Final Four" con semifinales y final. En las semifinales se enfrentan los primeros contra los segundos del otro grupo. Los finalistas se dan cita al día siguiente para conocer quién será el vencedor y por lo tanto el campeón de la competición oficial.

## Equipos participantes
Organizador:
· Aldebarán San Sadurniño
Equipos de esta edición:
· Ca'n Ventura Palma
· FC Barcelona
· Hotel Río Carnaval de Badajoz

## Cuadro de la Copa
|  | Semifinales | Semifinales                   | Semifinales | Semifinales             | Semifinales | Semifinales | Semifinales |    |    | Final        | Final | Final | Final | Final | Final | Final |  |
|  |             |                               |             |                         |             |             |             |    |    |              |       |       |       |       |       |       |  |
|  |             |                               |             |                         |             |             |             |    |    |              |       |       |       |       |       |       |  |
|  | 2           | Ca'n Ventura Palma            | 26          | 25                      | 23          | 25          | 12          |    |    |              |       |       |       |       |       |       |  |
|  | 2           | Ca'n Ventura Palma            | 26          | 25                      | 23          | 25          | 12          |    |    |              |       |       |       |       |       |       |  |
|  | 3           | FC Barcelona                  | 28          | 15                      | 25          | 17          | 15          |    |    |              |       |       |       |       |       |       |  |
|  | 3           | FC Barcelona                  | 28          | 15                      | 25          | 17          | 15          |    | 0  | FC Barcelona | 24    | 19    | 21    |       |       |       |  |
|  |             |                               |             |                         |             |             |             |    | 0  | FC Barcelona | 24    | 19    | 21    |       |       |       |  |
|  |             |                               | 3           | Aldebarán San Sadurniño | 26          | 25          | 25          |    |    |              |       |       |       |       |       |       |  |
|  | 3           | Aldebarán San Sadurniño       | 3           | Aldebarán San Sadurniño | 26          | 25          | 25          | 25 | 25 | 19           | 27    |       |       |       |       |       |  |
|  | 3           | Aldebarán San Sadurniño       |             |                         |             |             |             | 25 | 25 | 19           | 27    |       |       |       |       |       |  |
|  | 1           | Hotel Río Carnaval de Badajoz | 13          | 20                      | 25          | 25          |             |    |    |              |       |       |       |       |       |       |  |
|  | 1           | Hotel Río Carnaval de Badajoz | 13          | 20                      | 25          | 25          |             |    |    |              |       |       |       |       |       |       |  |
|  |             |                               |             |                         |             |             |             |    |    |              |       |       |       |       |       |       |  |

| Predecesor: Copa del Príncipe 2015 Melilla | 'Copa del Príncipe 2016' San Sadurniño | Sucesor: Copa del Príncipe 2017 San Sadurniño |